# (200165) 1999 CH144
(200165) 1999 CH144 es un asteroide perteneciente al cinturón de asteroides, descubierto el 8 de febrero de 1999 por Christian Veillet desde los Observatorios de Mauna Kea, Hawái, Estados Unidos.

## Designación y nombre
Designado provisionalmente como 1999 CH144.

## Características orbitales
1999 CH144 está situado a una distancia media del Sol de 3,026 ua, pudiendo alejarse hasta 3,299 ua y acercarse hasta 2,752 ua. Su excentricidad es 0,090 y la inclinación orbital 0,521 grados. Emplea 1922,86 días en completar una órbita alrededor del Sol.

## Características físicas
La magnitud absoluta de 1999 CH144 es 16,6.